# IC 3270
IC 3270 је спирална галаксија у сазвјежђу Береникина коса која се налази на листи објеката дубоког неба у Индекс каталогу.
Деклинација објекта је + 27° 34' 39" а ректасцензија 12h 24m 5,8s. Привидна величина (магнитуда) објекта IC 3270 износи 15,2 а фотографска магнитуда 16,0.